# Tad Szulc
Tadeusz Witold Szulc, Tad Szulc (Varsovia, Polonia, 25 de julio de 1926 - Washington D. C., 21 de mayo de 2001) fue un periodista de investigación polaco-estadounidense.
Cuando sus padres emigraron a Brasil a mediados de la década de 1930, Tad fue a Le Rosey, un internado suizo. En 1941 Szulc siguió a su familia a Brasil y estudió en la Universidad de Brasil de 1943 a 1945. Después de sus estudios, Szulc fue contratado como reportero de The Associated Press en Río de Janeiro. En 1949, llegó a Nueva York para cubrir las noticias de las Naciones Unidas para la United Press International hasta 1953 y fue entonces contratado por el New York Times para la redacción de noche, donde más tarde se convirtió en jefe de redacción. El 13 de diciembre de 1964, junto a  Paul Niven y Richard C. Hottelet, entrevistó a Ernesto "Che" Guevara para Face the Nation, de la CBS, aprovechando la presencia del Che en Nueva York para su histórico discurso en la  Asamblea General de las Naciones Unidas. Szulc fue corresponsal extranjero del New York Times desde 1953 hasta 1972.
Tad Szulc asistió la universidad en Brasil antes de comenzar una carrera de veinte años como corresponsal en el extranjero para el New York Times. Fue un reportero de investigación que cubrió varios golpes de estado en América del Sur, incluyendo el derrocamiento de Juan Domingo Perón en Argentina. Szulc cubrió la invasión de Bahía de Cochinos durante el mandato del presidente Kennedy, así como el apoyo de los Estados Unidos a Pakistán.
Como corresponsal, Szulc no trabajó sólo en América Latina, sino también en el sudeste de Asia, Europa del Este, y el Medio Oriente. Su crítica cobertura de la Primavera de Praga en Checoslovaquia le llevó a ser expulsado del país. Durante la administración Nixon, Szulc fue asignado a la oficina de Washington. Como resultado de sus investigaciones sobre cuestiones políticas, su teléfono llegó a estar intervenido. Pero esto no logró intimidar a Szulc, que siguió escribiendo artículos y libros polémicos.
Las escuchas telefónicas de Henry Kissinger fueron de poca utilidad, pero la impopularidad de Szulc ante ciertos funcionarios, así como sus técnicas poco ortodoxas de presentar su informes se convirtieron en un problema, que le obligó a discutir con sus editores en más de una ocasión.
Szulc renunció en 1972 y se dedicó a escribir para revistas como New Republic, New York, Forbes, Saturday Review, Foreign Policy Quarterly, Penthouse, Rolling Stone, Columbia Journalism Review y el New Yorker.
Escribió The Energy Crisis, en 1974, y The Illusion of Peace: Foreign Policy in the Nixon Years, en 1978, donde analiza críticamente las decisiones de política exterior tomadas por la administración Nixon.
En 1986, Szulc escribió Fidel: A Critical Portrait, sobre Fidel Castro. Szulc había conocido al líder cubano en 1959 y de nuevo en 1984, cuando pasó varios días con él, hablando de la vida de Castro. La biografía no era oficial, pero Szulc tuvo acceso a Castro, a su gente y a sus materiales. Aproximadamente transcribió 5.000 páginas a partir de las cintas. El libro, que fue la primera biografía completa de Castro, fue aclamado por la crítica por su tratamiento cándido y profundo del líder militar y su ascenso al poder. Szulc examinó la filosofía de Castro, su vida y sus tensas relaciones con los Estados Unidos.
En 1990, Szulc recorrió unas cinco décadas en el libro Then and Now: How the World Has Changed Since World War II, en el que examina los partidos políticos, varios dirigentes y numerosos regímenes en todo el mundo. Un año más tarde exploró el tema de la inmigración ilegal y semi-legal de los judíos a Israel promovida por organizaciones tales como la Palestinian Jewish Underground, Haganah, el servicio de inteligencia de lsrael, y dos de las organizaciones filantrópicas de la comunidad judía estadounidense, el Joint Distribution Committee y la Hebrew Sheltering and Immigrant Aid Society. El título de este trabajo fue The Secret Alliance: The Extraordinary Story of the Rescue of the jews Since World War II (La Alianza Secreta: La extraordinaria historia del rescate de los judíos desde la Segunda Guerra Mundial).
En 1995, escribió Pope John Paul II: The Biography, en la que contó con la colaboración del propio Juan Pablo II, así como de personalidades de la Iglesia, la política, y amigos del pontífice. La biografía captó al papa polaco, sobre todo en los primeros años de su vida.
Tres años más tarde Szulc escribió Chopin in Paris: The Life and Times of the Romantic Composer.
Szulc murió de cáncer de 21 de mayo de 2001.

## Libros
- Twilight of the Tyrants (1959)
- The Cuban Invasion (1962)
- The Winds of Revolution (1963)
- Dominican Diary (1965)
- Latin America (1966)
- Bombs of Palomares (1967)
- The United States and the Caribbean (1971)
- Czechoslovakia Since World War II (1971)
- Portrait of Spain (1972)
- The Energy Crisis (1974)
- Innocents at Home (1974)
- The Illusion of Peace (1978)
- Then and Now: The World Since World War II (1990)
- The Secret Alliance (1991).

### Ediciones recientes
- Pope John Paul II. Simon and Schuster. 2014. ISBN 9781476794693.
- Chopin in Paris: The Life and Times of the Romantic Composer. Simon and Schuster. 1999. ISBN 9780684867380.

### Ediciones en español
- Fidel: un retrato crítico. Grijalbo. 1987. ISBN 978-84-253-1961-7.
- El papa Juan Pablo II. Mr Ediciones. 1995. ISBN 978-84-270-2040-5.
- Revolución en Santo Domingo. Cid, S.A. 1966. ISBN 978-84-7045-081-5.